# Alpha Centauri Bb

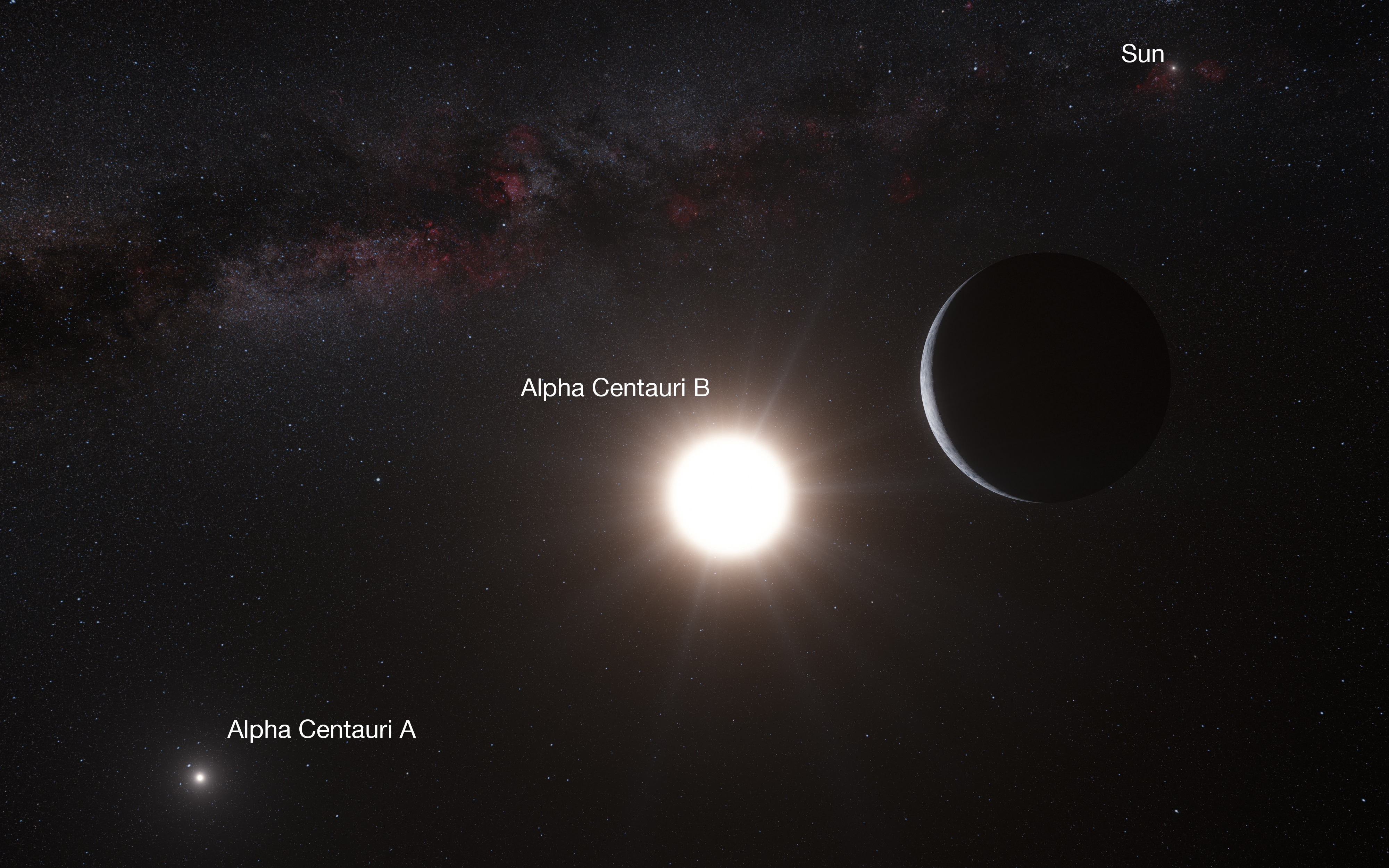
Hình ảnh giả định vẽ về hệ Alpha Centauri, trung tâm hình là ngôi sao Alpha Centauri B (Toliman), bên cạnh là hành tinh Toliman b, phía góc trên bên phải là Mặt Trời nhìn từ hệ Alpha Centauri, góc phía dưới bên trái là Alpha Centauri A (Rigil Kentaurus).

Alpha Centauri Bb hay Toliman b là một hành tinh ngoài hệ Mặt Trời được đề xuất quay quanh sao loại K Alpha Centauri B nằm cách Trái Đất xấp xỉ 4,37 năm ánh sáng, trong chòm sao Bán Nhân Mã, nhưng chưa đủ bằng chứng ủng hộ đề xuất này.

## Đề xuất

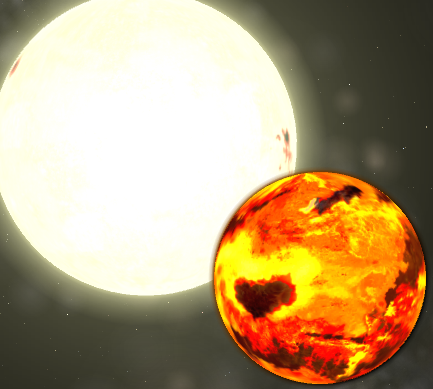
Hình ảnh giả vẽ trên phần mềm Celestia về sao Alpha Centauri B nhình từ hành tinh của nó.

Nó là hành tinh ngoại hệ gần với Trái Đất nhất cho tới năm 2012 và là hành tinh có khối lượng nhỏ nhất quay quanh một ngôi sao gần giống với Mặt Trời.

### Đặc tính
Hành tinh này không nằm trong vùng ở được; khoảng cách quỹ đạo rất gần với sao chính và bằng 0,04 AU với chu kỳ quỹ đạo là 3,236 ngày. Ở quỹ đạo gần như thế, hành tinh này có khả năng bị khóa thủy triều với sao B. Nó có khối lượng ít nhất bằng 1,13 lần Trái Đất; các nhà thiên văn chỉ đo được giới hạn dưới của khối lượng do họ vẫn chưa biết độ nghiêng của mặt phẳng quỹ đạo hành tinh. Khi quan sát từ Trái Đất, hành tinh không đi ngang qua sao chính do vậy kích cỡ và thành phần khí quyển của hành tinh chưa thể đo được, mặc dù với khối lượng của nó cho phép các nhà thiên văn đoán nó là một hành tinh đất đá. Nhiệt độ bề mặt hành tinh ước lượng khoảng 1.200 °C (~1.500 K), cao hơn nhiệt độ tan chảy của đá macma silicat. Hành tinh có nhiệt độ bề mặt nóng nhất trong hệ Mặt Trời là Sao Kim với nhiệt độ 462 °C (735 K). Ở khoảng nhiệt độ này, ít nhất là đối với bán cầu quay về phía sao chính, bề mặt hành tinh Alpha Centauri Bb hoàn toàn bị tan chảy.
Bằng các phương pháp nghiên cứu Tinh chấn học (Asteroseismic), hoạt động của sắc quyển, và sự tự quay của các ngôi sao A và B cho thấy hệ đôi α Cen có tuổi già hơn hệ Mặt Trời, với ước lượng tuổi từ 4,5 đến 7 tỷ năm.

### Phát hiện
Vùng ở được đối với sao Alpha Centauri B trong phạm vi từ 0,5 đến 0,9 AU. Các mô phỏng máy tính năm 2009 cho thấy vị trí có khả năng nhất hình thành một hành tinh trong vùng này là ở khoảng cách biến thiên quanh 0,5 AU. Và cần có những điều kiện đặc biệt để cho hình thành lên hành tinh nằm ở phía xa hơn đối với sao B. Tuy vậy, nếu ban đầu hai sao Alpha Centauri A và B hình thành ở vị trí cách xa nhau sau đó mới tiến lại gần nhau, và điều này là có thể khi chúng hình thành trong một cụm sao đông đúc, thì phạm vi cho phép hình thành một hành tinh có thể mở rộng ra xa hơn từ ngôi sao Alpha Centauri B. Các nhà thiên văn cũng chỉ ra rằng, do nó nằm gần Trái Đất cùng với tính ổn định và khối lượng nhỏ hơn Mặt Trời, Alpha Centauri B là một trong những mục tiêu khả quan nhất cho việc tìm kiếm các hành tinh kiểu Trái Đất bằng phương pháp vận tốc xuyên tâm.
Khởi động từ 2009, một đội các nhà thiên văn châu Âu, bao gồm chủ yếu từ Đài quan sát Geneva và Trung tâm vật lý thiên văn đại học Porto, họ sử dụng kỹ thuật vận tốc xuyên tâm và thiết bị quan sát HARPS ở Đài quan sát La Silla, Chile nhằm tìm kiếm các hành tinh ngoại hệ. Ngày 16 tháng 10 năm 2012, họ công bố trên tạp chí Nature việc đã phát hiện ra một hành tinh khối lượng xấp xỉ Trái Đất quay quanh sao Alpha Centauri B. Lực hấp dẫn của hành tinh làm cho sao chính đu đưa với độ lớn chỉ là 51 cm/s; và phát hiện này dựa trên phương pháp vận tốc xuyên tâm với những đo đạc có độ chính xác cao nhất từng thực hiện.